# Jan Dorman
Jan Stanisław Dorman (ur. 11 marca 1912 w Dębowej Górze, zm. 21 lutego 1986 w Będzinie) – twórca, eksperymentator i menadżer teatralny, reżyser, aktor, pedagog, dyrektor teatru, artysta plastyk, pisarz. Członek SPATiF – ZASP, ZAIKS, ITI.

## Życiorys
W latach 1928–1933 był słuchaczem Męskiego Seminarium Nauczycielskiego w Sosnowcu. Następnie pracował jako nauczyciel na Polesiu. Od 1938 do 1939 r. studiował malarstwo w krakowskiej Akademii Sztuk Pięknych. W seminarium nauczycielskim grywał na scenie, reżyserował i tworzył scenografie do spektakli. Zajęcia teatralne z dziećmi prowadził też jako nauczyciel i student. W 1945 r. wraz z poślubioną w 1938 r. żoną, Janiną Dormanową (1910-2004) założył w Sosnowcu Międzyszkolny Teatr Dziecka. 22 grudnia 1945 r. teatrzyk ten pod kierownictwem Dormana wystawił w Sosnowcu przedstawienie „Malowane dzbanki”. Pierwszy spektakl na profesjonalnej scenie wystawiono w ówczesnym Teatrze Miejskim, dzisiejszym Teatrze Zagłębia. Był to teatr ekspresji dzieci, oparty na zabawie. W 1947 r. teatrzyk przekształcono w Eksperymentalny Teatr Dzieci z siedzibą w domu Związku Zawodowego Górników przy ul. Żytniej. Z powodu trudności lokalowych Dorman od 1949 r. organizował nową placówkę teatralną w budynku dawnego domu parafialnego w Będzinie przy ul. Sobieskiego (ob. Teatralna), dokąd przeniósł teatr w 1950 r. 1 kwietnia 1951 r. otrzymał dzisiejszą nazwę Teatr Dzieci Zagłębia. Kierował nim do chwili przejścia na emeryturę w 1978 r. W tym czasie teatr uchodził za jedną z najbardziej awangardowych scen polskich dla dzieci i młodzieży oraz jedną z najlepszych scen dziecięcych w kraju. Później nadal tworzył swoje autorskie spektakle w teatrach całej Polski. Od 1961 r. należał do PZPR.
Został odznaczony Krzyżem Kawalerskim Orderu Odrodzenia Polski, Medalem 40-lecia Polski Ludowej oraz Medalem Komisji Edukacji Narodowej.

## Rodzina
Jego najbliższa rodzina (pięcioro dzieci) związana była z teatrem Dzieci Zagłębia. Żona, Janina z Polańskich, współtworzyła teatr, do 1989 r. zagrała w nim 60 ról, była asystentem reżysera i sama reżyserowała. Dwaj synowie już jako dzieci grali na scenie. Jacek współpracował m.in. przy tworzeniu scenografii, drugi syn jeździł teatralnym autobusem. Iwona Dowsilas robiła opracowania muzyczne spektakli. W 1998 r. założyła Fundację im. Jana Dormana.

## Twórczość i zasługi
Prowadził teatr inspirowany rytuałem dziecięcej zabawy, odwołujący się do gry skojarzeń i wyobraźni odbiorcy, posługujący się lalkami, maskami, znakiem plastycznym. Przełomem w jego twórczości był spektakl „Krawca Niteczki” według Kornela Makuszyńskiego (1956), którym zwrócił na siebie uwagę środowiska i krytyki. Kolejne spektakle potwierdzały jego oryginalność twórczą. Obok przedstawień dla dzieci tworzył także widowiska dla młodzieży i dorosłych, co w jego czasach było jeszcze bardziej niezwykłe niż nowatorska forma przedstawień.
Był twórcą wszechstronnym, do wielu spektakli sam projektował scenografie (często z synem Jackiem), tworzył opracowania muzyczne, pisał teksty dla potrzeb sceny, radia, artykuły do gazet, współpracował z teatralnym ruchem amatorskim. W latach 1965–1973 był organizatorem pierwszego w Polsce przeglądu kolędniczego – Przeglądu Zespołów Obrzędowych „Herody”. W wydarzeniu brały udział autentyczne grupy kolędujące w swoich miejscowościach m.in. w Zagłębiu Dąbrowskim, na ziemi żywieckiej oraz częstochowskiej, czyli na terenie zachodniej Małopolski. Na ulicach Będzina i na scenie profesjonalnego teatru pojawiła się spontaniczna twórczość ludowa. Brał udział w seminariach i dyskusjach z udziałem ludzi nauki, teatru i badaczami kultury. Prowadził szczegółową dokumentację pracy teatralnej i własnych działań twórczych.
W swoim teatrze stworzył 59 przedstawień, a w 22 innych teatrach przygotował 32 inscenizacje, a także kilka przedstawień dyplomowych i warsztatowych ze studentami wydziału lalkarskiego Państwowej Wyższej Szkoły Teatralnej we Wrocławiu. Do najważniejszych jego inscenizacji należą m.in.: „Która godzina?” Z. Wojciechowskiego (1964), „Szczęśliwy książę” według Wilde’a (1967), adaptacje Hamleta Szekspira (1968) i „Kubusia Fatalisty” Diderota (1968) oraz jego własne teksty: „Kaczka i Hamlet” oraz „Konik” (1975).

## Upamiętnienie
W zbiorach, którymi od 1998 r. opiekuje się Fundacja im. Jana Dormana (założona przez córkę, Iwonę Dowsilas) znajduje się bogata korespondencja z ponad 200 osobami ze świata kultury, sztuki, nauki (m.in. z Marią Dąbrowską, Marią Kownacką, Agnieszką Osiecką, Danielem Passentem, Krzysztofem Pendereckim, Janem Sztaudyngerem, Gustawem Morcinkiem, prof. Stefanem Szumanem).
25 marca 1992 r. w foyer Teatru Dzieci Zagłębia w Będzinie odsłonięta została tablica poświęcona pamięci Jana Dormana. W marcu 1996 r. (w 10. rocznicę śmierci i 50-lecie teatru) Teatr przyjął patronat swego założyciela i twórcy, a 12 marca 2012 r. (w setną rocznicę urodzin) Gimnazjum nr 1 w Będzinie przyjęło jego imię.